# Отравление метанолом в Лаосе (2024)
В ноябре 2024 года в баре города Вангвьенг, Лаос, от предполагаемого отравления метанолом погибло шесть человек, употребивших контрафактный алкоголь. Ещё как минимум шесть человек были госпитализированы.
Власти связали отравление с нелегальным производством алкоголя, содержащего метанол — токсичное вещество. После инцидента причастный хостел отключил свой сайт и прекратил приём бронирования. Случаи отравления метанолом в Юго-Восточной Азии вызвали обеспокоенность в отношении соблюдения норм безопасности и их контроля в туристических зонах.
Владелец Nana Hostel, Зыонг Ван Хуан, заявил, что никогда не добавлял метанол в напитки, подаваемые в баре, и что местная полиция проверила алкоголь в хостеле и у его поставщиков. Управляющий хостела отрицал свою причастность и был задержан полицией для допроса 21 ноября.

## Предыстория
Метанол может нелегально добавляться в алкоголь для увеличения его объема как более дешевый заменитель, особенно в странах с слабыми законами о спиртных напитках. Он также является побочным продуктом плохо перегнанных домашних настоек, которые могли подаваться в баре, либо использоваться для подделки известных брендов. Несмотря на то что метанол может вызывать опьянение, он токсичен и не предназначен для употребления человеком. Метанол невозможно отличить от этанола — вещества, которое делает напитки алкогольными.
Отравление метанолом может вызывать тошноту, рвоту, а также приводить к сердечной или дыхательной недостаточности. Доза в размере всего 30 миллилитров (одна унция) может быть смертельной.
Случаи отравления метанолом происходят ежегодно, поражая тысячи людей, в основном в Азии, где употребляют самодельный или подпольный алкоголь. Так, в 2023 году на Филиппинах 11 человек погибли, а сотни заболели из-за местного кокосового вина. В 2019 году в северной Индии более 150 человек погибли и 200 были госпитализированы после употребления нелегального самогона.
Лаос — бедная страна, не имеющая выхода к морю, расположенная в Юго-Восточной Азии. Она популярна среди туристов, особенно среди любителей приключений и вечеринок. Вангвьенг — сельский город на севере Лаоса, известный избыточным употреблением алкоголя, легкой доступностью наркотиков и развлечениями на реке, такими как тюбинг. В 2012 году правительство закрыло множество баров и остановило некоторые активности в попытке превратить этот регион в эко-рай и центр приключенческого туризма, хотя доступность к запрещенным видам развлечений, сохранилась.

## Инцидент
Информация о произошедшем была мало доступной, так как Лаос является однопартийным коммунистическим государством, где отсутствует организованная оппозиция и строго контролируется распространение информации. Министерство иностранных дел Лаоса отказалось комментировать ситуацию, а в больнице Вангвьенга, где лечили пострадавших, так и местные органы здравоохранения, отказались отвечать на вопросы журналистов.
Два австралийских туриста, оба 19 лет, почувствовали себя плохо 13 ноября после ночи выпивки в компании других людей. По словам управляющего Nana Backpacker Hostel, они присоединились к другим гостям хостела 11 ноября, выпив бесплатные шоты лаосской водки, которые предлагались хостелом, прежде чем отправиться в другое место и вернуться рано утром.
Две датские туристки, 20 и 21 года, были найдены без сознания на полу ванной 13 ноября около 18:00. В ту же ночь они скончались от сердечной недостаточности в больнице в столице Лаоса, Вьентьяне. По словам их подруги, последними сообщениями они писали, что у них в течение нескольких часов была рвота с кровью.
Американский турист, 57 лет, был найден мертвым в своей постели в тот же день. Вокруг него находились несколько пустых стаканов.

## Жертвы
| Национальность | Погибшие |
| -------------- | -------- |
| Австралия      | 2        |
| Дания          | 2        |
| США            | 1        |
| Великобритания | 1        |
| Всего          | 6        |

По меньшей мере шесть человек из четырёх стран погибли от отравления алкоголем, содержащим метанол, и ещё восемь человек пострадали после его употребления.
Холли Боулз и Бьянка Джонс, обе 19 лет, из района Бомарис в Мельбурне, Австралия, проживали в Nana Hostel в Вангвьенге. 12 ноября 2024 года они отправились в бар неподалёку, а на следующее утро были доставлены в больницу в Вьентьяне. Позже Боулз перевели в больницу Бангкока, Таиланд, где её подключили к аппарату жизнеобеспечения. Джонс была отправлена в больницу в Удон Тхани, Таиланд, где скончалась 21 ноября 2024 года. Боулз умерла на следующий день.
21 ноября 2024 года от отравления умерла 28-летняя Симона Уайт, юрист из юго-восточного Лондона. Также сообщалось, что до шести британских граждан были госпитализированы. Датские власти подтвердили смерть двух гражданок Дании и в возрасте 19 и 20 лет, но не предоставили дополнительной информации, ссылаясь на вопросы конфиденциальности. Государственный департамент США подтвердил смерть американца, но личность умершего разглашена не была.

## Реакция

### Лаос
Правительство Лаоса заявило, что проводит расследование инцидента и выразило соболезнования семьям погибших.

### Австралия
Премьер-министр Австралии Энтони Альбанезе выступил в австралийском парламенте, сказав:

«Это худший кошмар каждого родителя, ужас, который никто не должен переживать... мы также используем этот момент, чтобы выразить поддержку подруге Бьянки, Холли Боулз, которая борется за свою жизнь». 

Министерство иностранных дел Австралии огласило предупреждение, в котором указывается, что многие австралийцы пострадали от отравления метанолом после употребления алкогольных напитков в Лаосе, и что туристам следует быть осторожными и осведомленными о рисках, связанных с крепкими напитками, включая коктейли.

### США
Государственный департамент США выпустил медицинское предупреждение для американцев, путешествующих по Лаосу, в связи с этим инцидентом.

### Великобритания
21 ноября Министерство иностранных дел Великобритании и Содружества и по делам развития Великобритании заявило в своем официальном сообщении, что оказывает поддержку семье британской женщины, которая погибла, и находится в контакте с местными властями Лаоса. Также было обновлено руководство по путешествиям для Великобритании, с учетом угрозы отравления метанолом в Лаосе.